# John Welchli
John Russell Welchli (ur. 6 marca 1929 w Detroit, zm. 23 marca 2018 w Grosse Pointe Farms) – amerykański wioślarz, srebrny medalista olimpijski.

## Kariera
Kształcił się na Uniwersytecie Browna i Uniwersytecie Michigan. Zanim skupił się na wioślarstwie uprawiał także pływanie, lekkoatletykę i biegi przełajowe. W latach 1952-1954 odbył służbę wojskową.
Wystąpił na igrzyskach olimpijskich w Melbourne w 1956, gdzie reprezentacja USA w składzie: John Welchli, John McKinlay, Art McKinlay i Jim McIntosh zdobyła srebrny medal w czwórkach bez sternika. W finale o blisko 10 sekund przegrali z Kanadyjczykami, a o ponad 12 sekund wyprzedzili osadę Francji. Był to jego jedyny start olimpijski.